# ギュスターヴ・ブーランジェ
ギュスターヴ・ロドルフ・クラランス・ブーランジェ（Gustave Rodolphe Clarence Boulanger、またはギュスターヴ・クラランス・ロドルフ・ブーランジェ、1824年4月25日 -  1888年9月22日）は、アカデミック絵画およびオリエンタリズムのフランスの画家。

## 生涯
ギュスターヴ・ブーランジェはクレオールの両親から生まれ、14歳で孤児となった。1846年、エコール・デ・ボザールに入学し、ピエール＝ジュール・ジョリヴェやポール・ドラローシュについて絵を学んだ。
1845年にアルジェリアを初めて旅し、中東の風物に興味を持ち、これは友人の画家ジャン＝レオン・ジェロームにも引き継がれる。1849年に、『エウリュクレイアによって見分けられるオデュッセウス』でローマ賞を受賞した。ローマへの留学の間にポンペイの遺跡も訪れ、後の作品にその影響が見られる。
1882年に芸術アカデミー会員に選ばれ、アカデミー・ジュリアンの教授となった。
ガルニエ宮（オペラ座）の稽古場、モンテカルロ歌劇場、パリ13区区役所などの装飾も手掛けた。

## 代表作

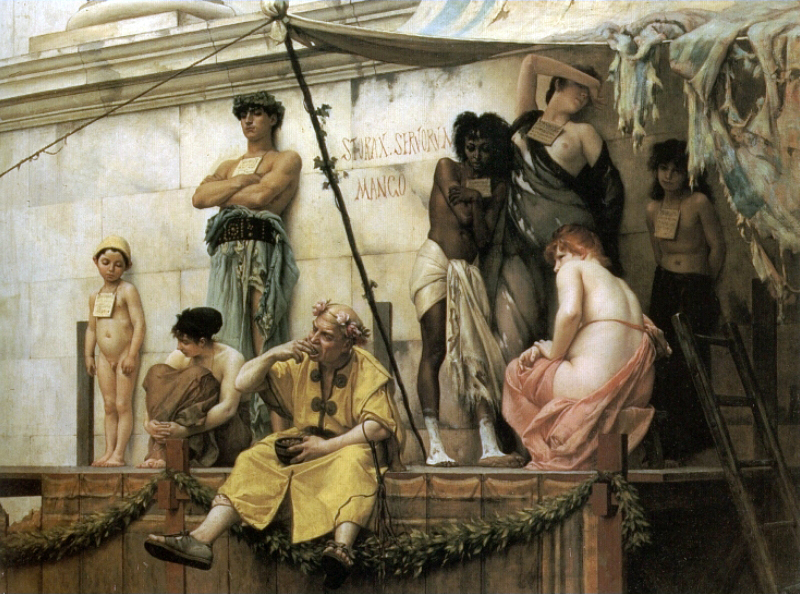
ブーランジェ『奴隷市場』

- エウリュクレイアによって見分けられるオデュッセウス（1849年） - ローマ賞受賞作。
- オデュッセウスとエウリュクレイアのスケッチ（ディジョン、マニャン美術館）
- 四季（1850年。クリーブランド美術館）
- フリュネ（1850年。ゴッホ美術館）
- ポンペイの悲劇詩人の家でのリハーサル（1855年 - 1857年。エルミタージュ美術館）
- カエサル、ルビコン川に着く（1857年）
- アラビアの羊飼い
- ポンペイのアトリウムでの笛吹とディオメデスの女性とナポレオン王子のリハーサル（1860年。ヴェルサイユ宮殿トリアノン城国立美術館→2013年にオルセー美術館に管轄替え）
- 聖セバスティアヌスと皇帝マクシミアヌス（1877年にパリの美術サロンに出典。情報元：ARCHIM）
- ユダヤ人のポーター アルジェの思い出（1884年）
- 洗濯女とその愛人（1887年）
- ランビネ夫人旧名ナタリー・シンクレアの肖像（1887年。ランビネ美術館 Musée Lambinet）
- 敗走するカビール族
- サハラの騎士
- DjeïdとRahia
- 詩

## ブーランジェの教えた学生
エコール・デ・ボザールやアカデミー・ジュリアンで教え、ブーランジェに学んだ学生には、トマス・デューイング、ジョルジュ・ロシュグロス、アンリ＝リュシアン・ドゥセらがいる。